# Singani
Singani är en ort i Komorerna.   Den ligger i distriktet Grande Comore, i den västra delen av landet, 17 km söder om huvudstaden Moroni. Singani ligger 107 meter över havet och antalet invånare är 2 309. Den ligger på ön Grande Comore.
Terrängen runt Singani är varierad. Havet är nära Singani åt sydväst. Runt Singani är det tätbefolkat, med 411 invånare per kvadratkilometer. Närmaste större samhälle är Moroni, 17,0 km norr om Singani. I omgivningarna runt Singani växer i huvudsak städsegrön lövskog.